# スイカシードオイル
スイカシードオイル(Watermelon seed oil)は、スイカの種子を圧搾して抽出した油である。西アフリカでは特に一般的で、ootanga oilと呼ばれる。
スイカは、約5000年前のカラハリ砂漠に由来を持つと考えられている。祖先の野生種であるカラハリメロンは今でも同地で育てられており、圧搾してカラハリメロンオイルが取られる。スイカはエジプトを通って北に伝搬し、ローマ時代には栽培され、珍重された。
祖先の野生種と同様に、栽培されたスイカの種子からも圧搾して油が得られる。伝統的に、種子の殻を剥いて、日干しし、その後、圧搾する。スイカシードオイルは、不飽和脂肪酸、特にリノレン酸とオレイン酸を多く含む。
| 脂肪酸              | %    |
| ------------------- | ---- |
| パルミチン酸(C16:0) | 11.0 |
| ステアリン酸(C18:0) | 10.0 |
| オレイン酸)(C18:1   | 15.0 |
| リノレン酸(C18:2)   | 63.0 |

| 屈折率 (40°C)           | 1.4630-1.4670 |
| ヨウ素価                | 115-125       |
| 鹸化価                  | 190-198       |
| 不鹸化物                | 最大1.5%      |
| 水分                    | 最大0.5%      |
| Colour 1/2" cell (y+5R) | 20.0ユニット  |

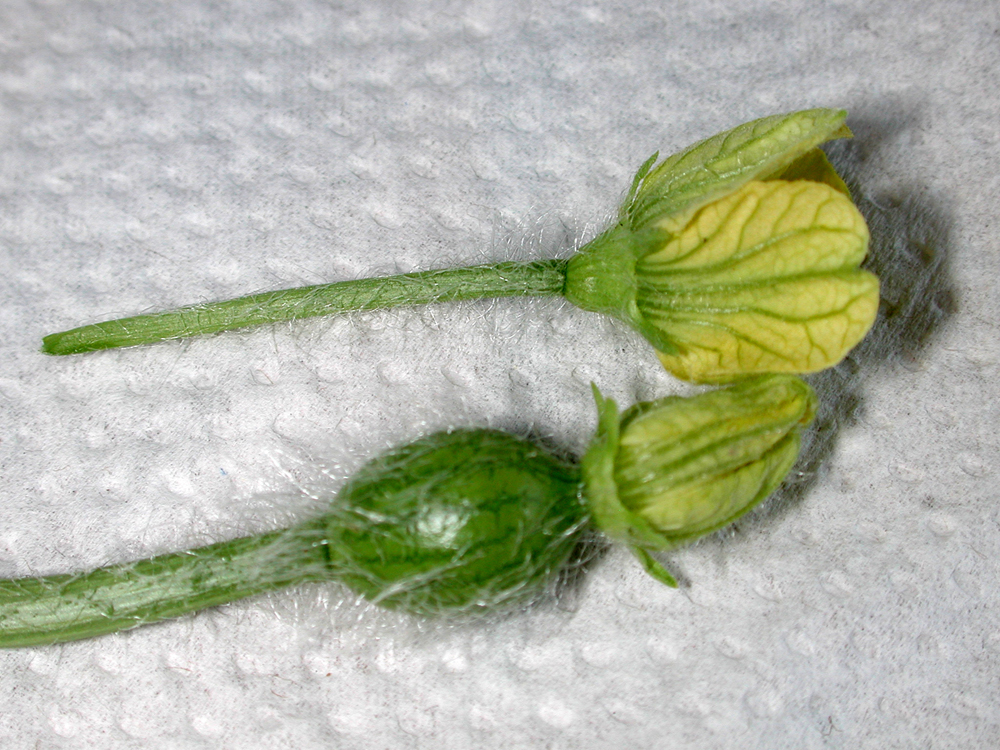
横から見たスイカの雄花（上）と雌花（下）
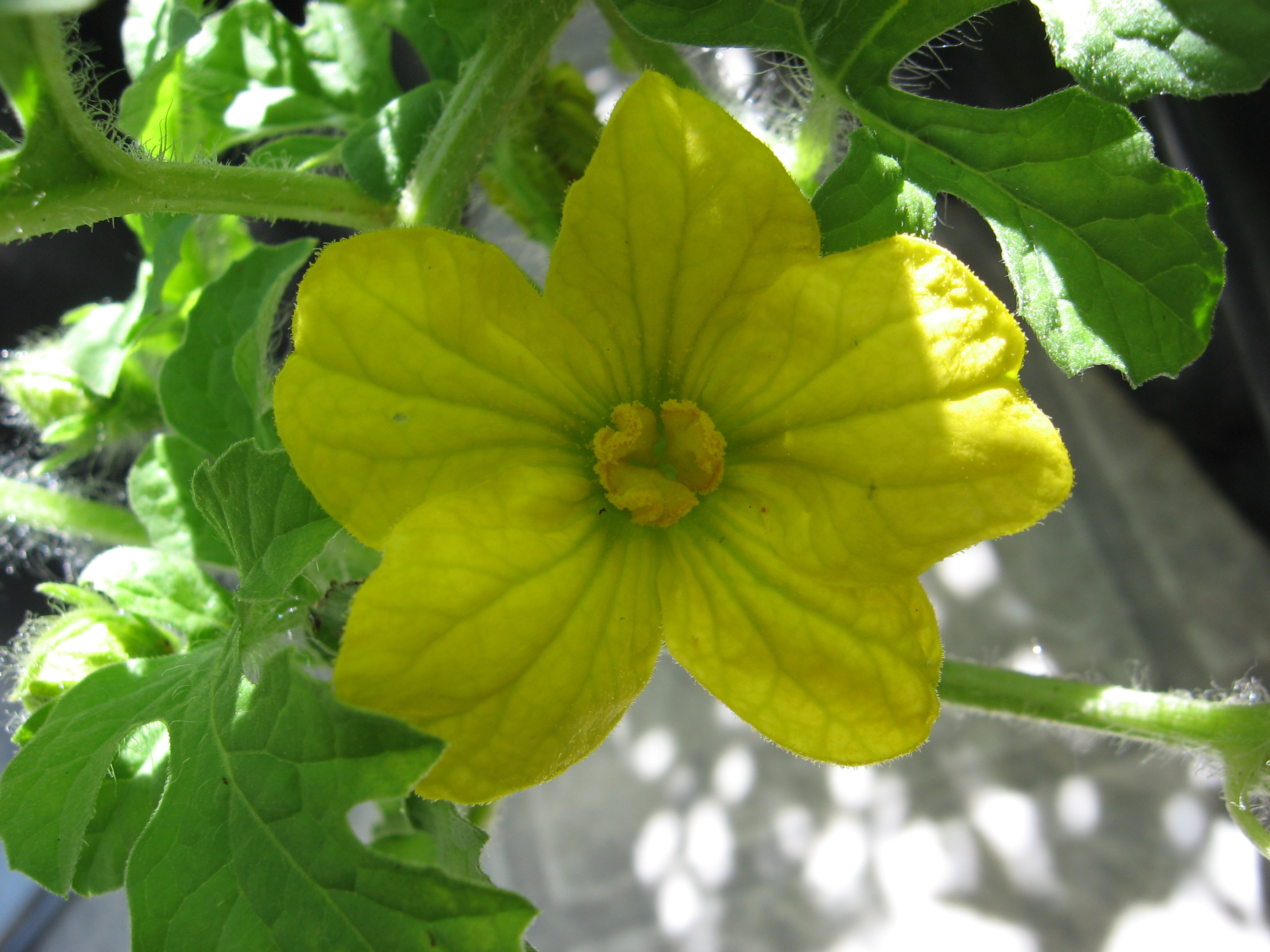
スイカの雄花
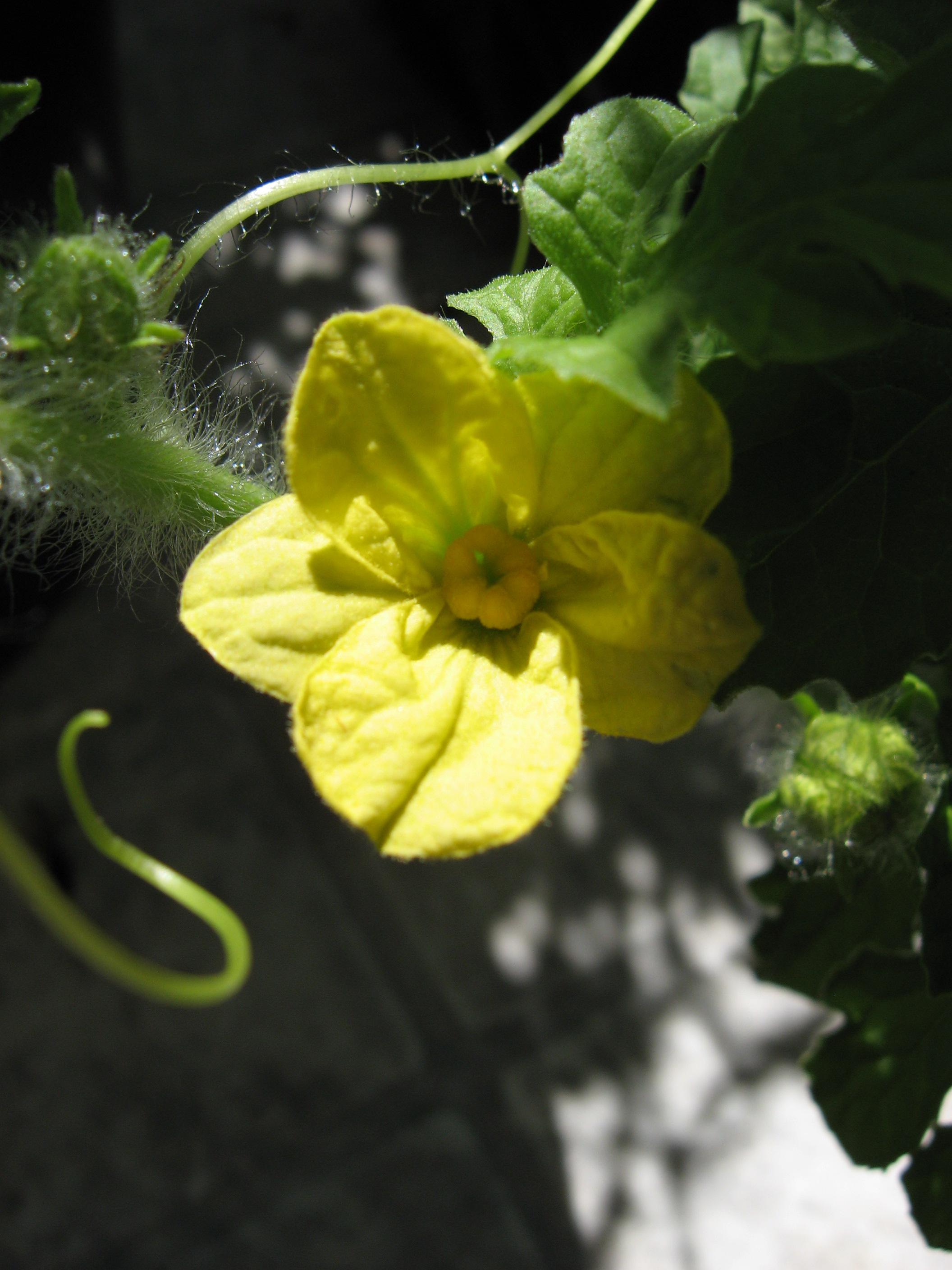
スイカの雌花
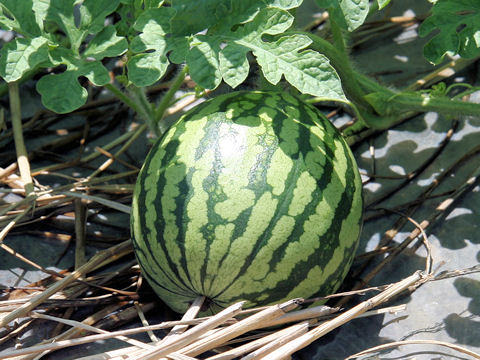
スイカの果実
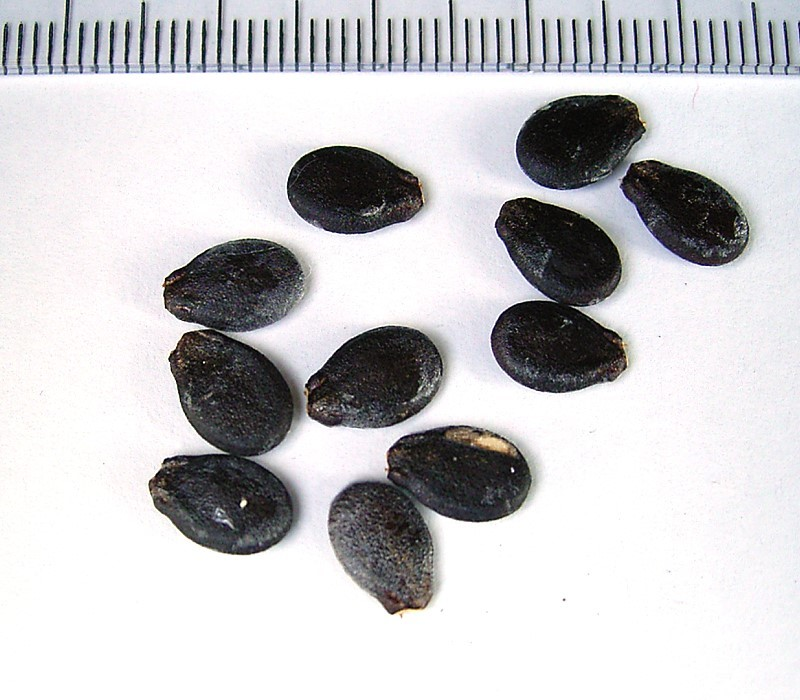
スイカの種子